# Imago (Bildagentur)
Imago (lateinisch imago = Bild; Eigenschreibweise imago stock&people GmbH / imago sportfotodienst GmbH) ist eine deutsche Nachrichten- und Bildagentur mit Stammsitz in Berlin. Das im Jahr 1997 gegründete Unternehmen vermarktet tagesaktuelle und lizenzpflichtige Nachrichtenbilder. Die Firma wurde als reine Sportfotoagentur gegründet. Inzwischen umfasst die digitale Bilddatenbank über 100 Millionen Fotos zu den Themen Nachrichten, Sport (davon allein zwei Millionen Fußball-Bundesligamotive), Entertainment, Politik, Wirtschaft, Kultur, Reise und Natur.
Etwa 60 Mitarbeiter arbeiten in den Abteilungen Picture Desk, Sales, Content, Accounting, Marketing und IT.
Zugang zum Bildmaterial erhalten registrierte Kunden über die Website der Agentur, über die Mediensuchmaschine my-picturemaxx und über einen aktiven FTP-Push. Neben aktuellen Bildern bietet Imago auch ein großes Archiv mit ca. 1,5 Millionen selbst gescannten exklusiven Bildern aus historischer Zeit sowie Fotos aus den Archiven der einzelnen Kooperationspartner. Als weitere Dienstleistungen werden Auftragsfotografie und Bildrecherchen im Auftrag des Kunden angeboten.